# Lage Weide
Lage Weide is een bedrijventerrein in de Nederlandse stad Utrecht. In een ver verleden besloeg de Lage Weide een  groter gebied, dat een landelijk karakter en deels een eigen rechtsstatus had binnen de stadsvrijheid van Utrecht. Het gebied telde in 2023 150 inwoners. Het gebied was tot 1954 onderdeel van de voormalige gemeente Zuilen.

## Omvang
Het gebied is zo'n 216 hectare groot en is gelegen in de Utrechtse wijk West. De begrenzingen worden gevormd door het Amsterdam-Rijnkanaal, de spoorlijn Utrecht - Gouda, de A2 en de provinciale weg N230.

## Bereikbaarheid
Net als vele andere bedrijventerreinen was ook Lage Weide in ochtend- en avondspits moeilijk te bereiken. In het kader van de herstructurering van de A2 is een aantal nieuwe wegen gerealiseerd, wat de bereikbaarheid ten goede is gekomen. De Plutoniumweg vormt sindsdien de verbinding tussen de A2 en de Atoomweg als de centrale verkeersader op het bedrijventerrein.

## Bedrijven
Op Lage Weide bevinden zich honderden grote en kleine bedrijven. Zij bieden, vooral in de industrie, de bouw, de handel en de zakelijke dienstverlening, werkgelegenheid aan tienduizenden mensen. Enkele grote bedrijven zijn er gevestigd met hun hoofdkantoor en distributiecentrum, waaronder WE, HEMA, Bar-le-Duc en Lays.

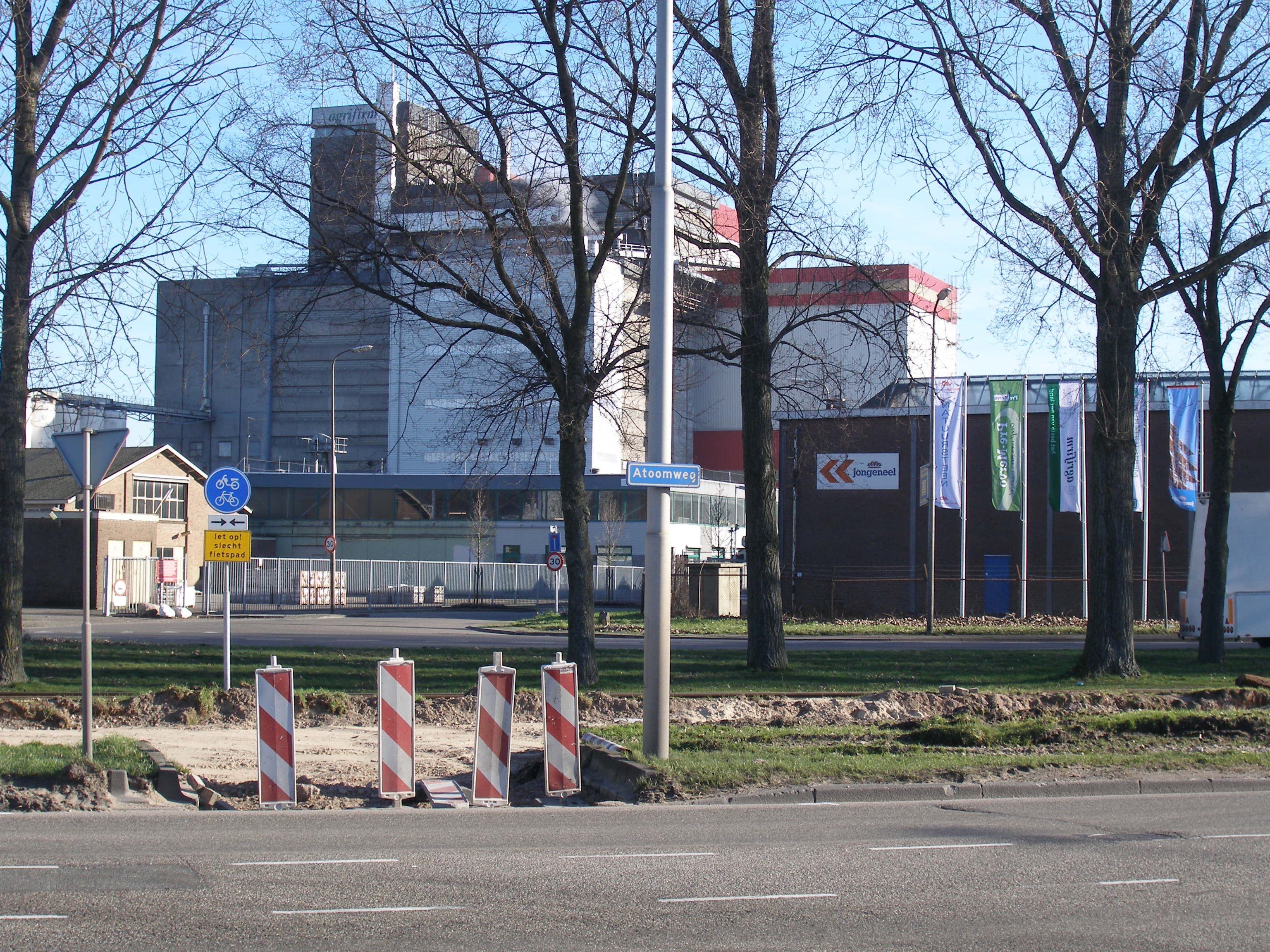
Atoomweg
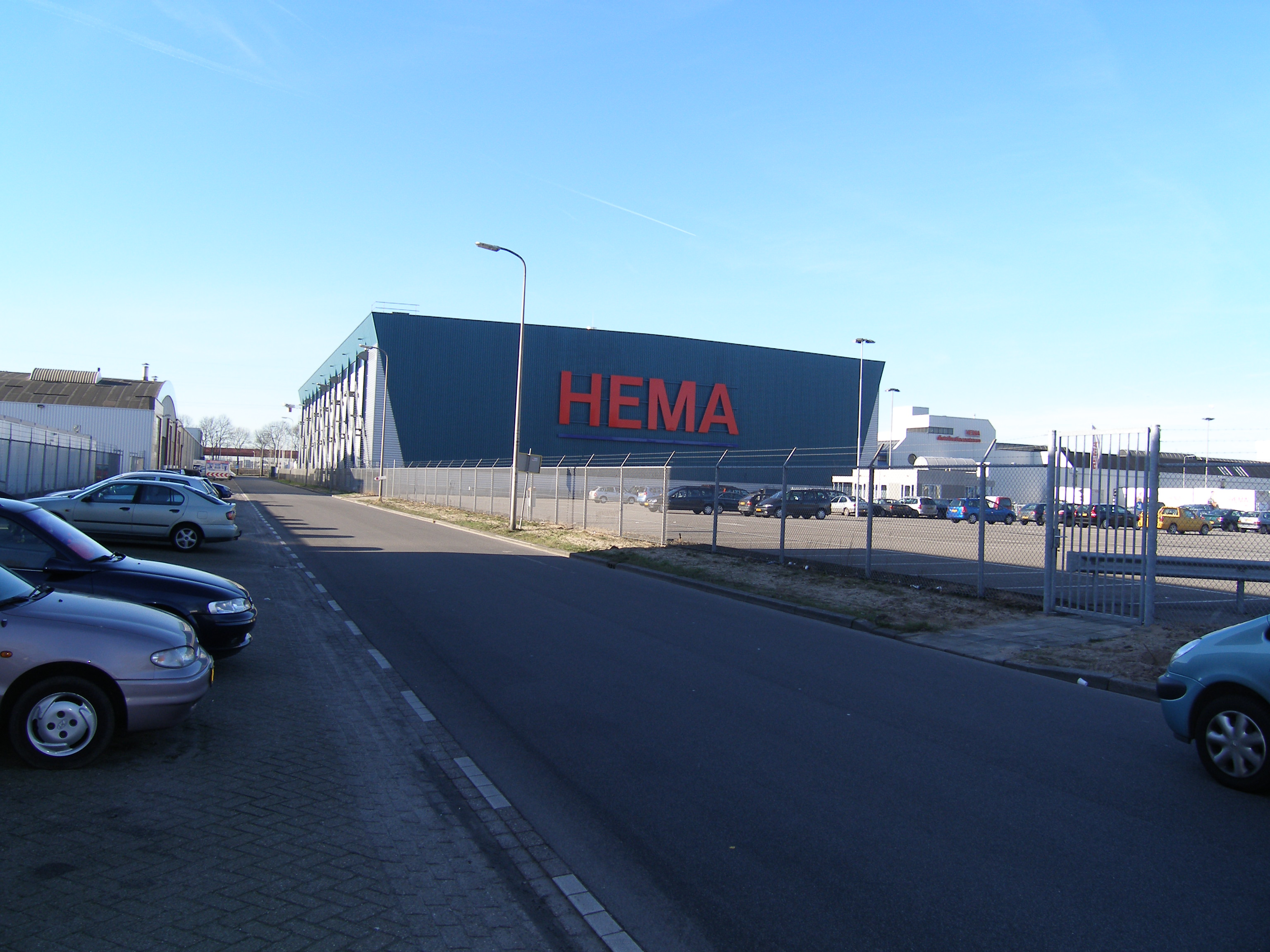
Distributiecentrum Hema

## Geschiedenis

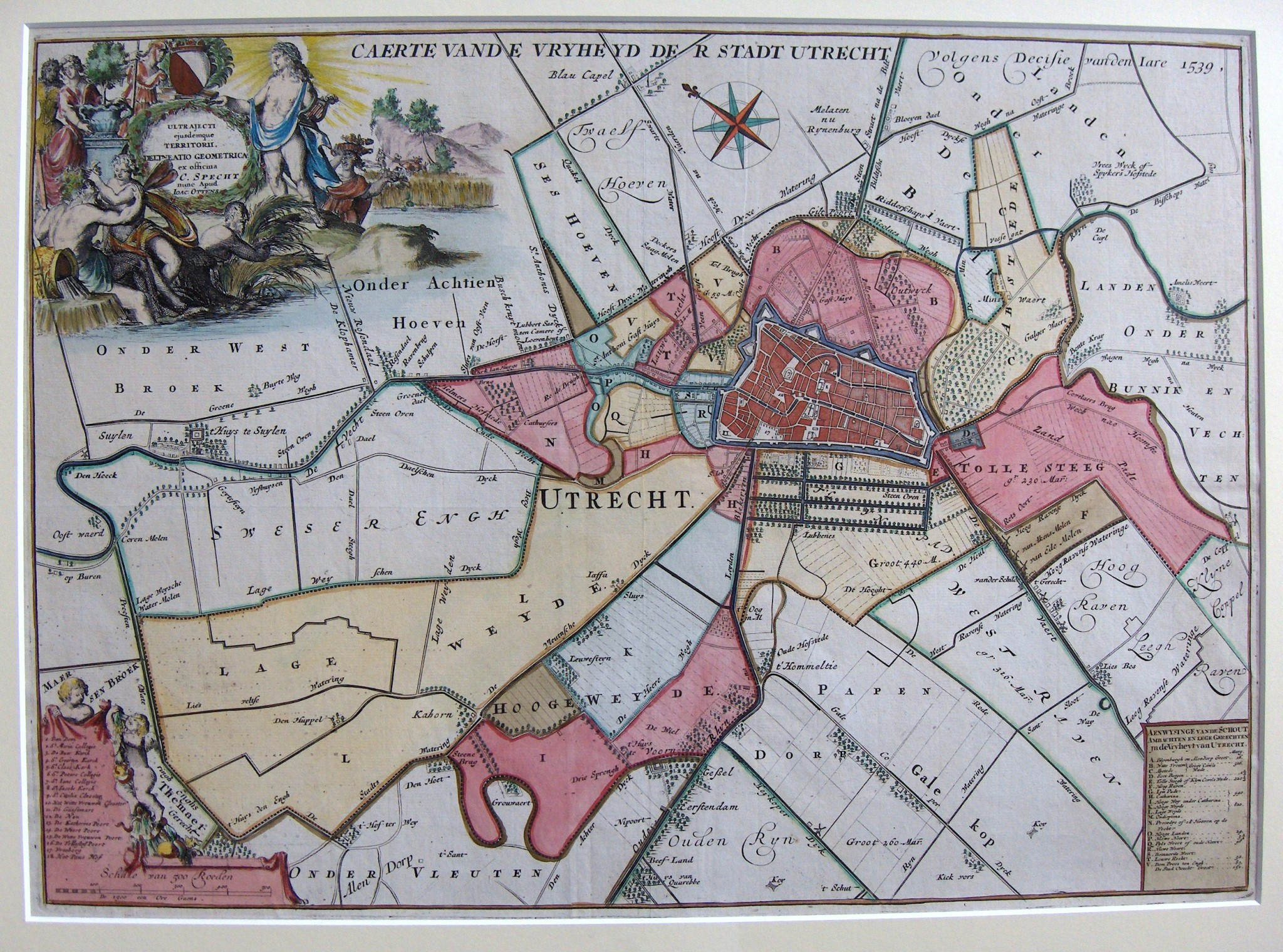
Kaart uit circa 1708 met roodgekleurd de ommuurde stad Utrecht. Daaromheen is in andere kleuren de stadsvrijheid weergegeven. Linksonder in de kaart is in geel de Lage Weide ingekleurd (noot: noordoost ligt boven in de kaart).

Ten noordwesten van de middeleeuwse ommuurde stad Utrecht lag een stadsweide die bekendstond als Trechter Weyde. Het grondgebied ervan was enkele malen groter dan het oppervlak binnen de stadsmuren. Het land van de stadsweide is een van de eerste die in de directe omgeving van Utrecht in cultuur is gebracht. De grond was aanvankelijk gezamenlijk bezit van de burgers van de stad en werd door hen gebruikt voor het vee. De eigendomsrechten kwamen daarna aan de stad toe. Deze verpachtte de grond om er inkomsten uit te genereren. Rond 1315 is de stadsweide opgedeeld in kavels, die omstreeks 1433 openbaar werden geveild wegens grote tekorten waarmee de stad te kampen had.
Het grondgebied van de stadsweide bestond uit twee delen: de toen veel grotere Lage Weide aan de noordzijde en zuidelijk de Hoge Weide. Beide vormden in de stadsvrijheid een apart buitengerecht (een gebied waarin lokaal men onder meer lagere rechtspraak kende, maar waarin de stad grote invloed had en onder meer de hogere rechtspraak uitvoerde). De grens tussen deze twee buitengerechten werd gevormd door de Vleutense Wetering/Vleutenseweg. De Hoge Weide bevond zich op een stroomrug van de rivier de Rijn die hier voorheen liep, daarentegen bestond de Lage Weide uit veengrond met daarover een laag komklei. In de Lage en Hoge Weide verrezen vanaf omstreeks 1433 particuliere boerderijen.
Begin 19e eeuw werd uiteindelijk de stadsvrijheid opgeheven, waarna de Lage Weide enkele jaren onder een zelfstandige plattelandsgemeente viel. Gaandeweg verloor de Lage Weide meer en meer haar landelijke karakter tot op het punt dat ze vandaag de dag (vrijwel) geheel bebouwd of anderszins is omgevormd. In dit proces werd in de 19e eeuw het gebied doorsneden door het Merwedekanaal, het latere Amsterdam-Rijnkanaal. Ten oosten van het kanaal werd in het begin van de 20e eeuw een industrieterrein aangelegd waar zich voornamelijk bedrijven in de zwaarmetaal vestigden. Werkspoor en de Demka waren daar de grootste van. Na 1945 ontwikkelde de gemeente Utrecht ten westen van het kanaal een bedrijventerrein met een aantal insteekhavens. Door het nabije verkeersknooppunt Oudenrijn, de aanwezigheid van spoorlijnen en een waterweg was het bedrijventerrein een succes. In de loop van de tweede helft van de 20e eeuw is het gebied vrijwel volgebouwd. In eerste instantie werd er klassieke industrie gevestigd, daarna hebben zich hiernaast veel distributiebedrijven gevestigd. In 1967 ontplofte in een haven een munitieschip.
Als bedrijventerrein wordt de Lage Weide in de 21e eeuw weleens aangehaald in het kader van "verrommeling" en leegstand.

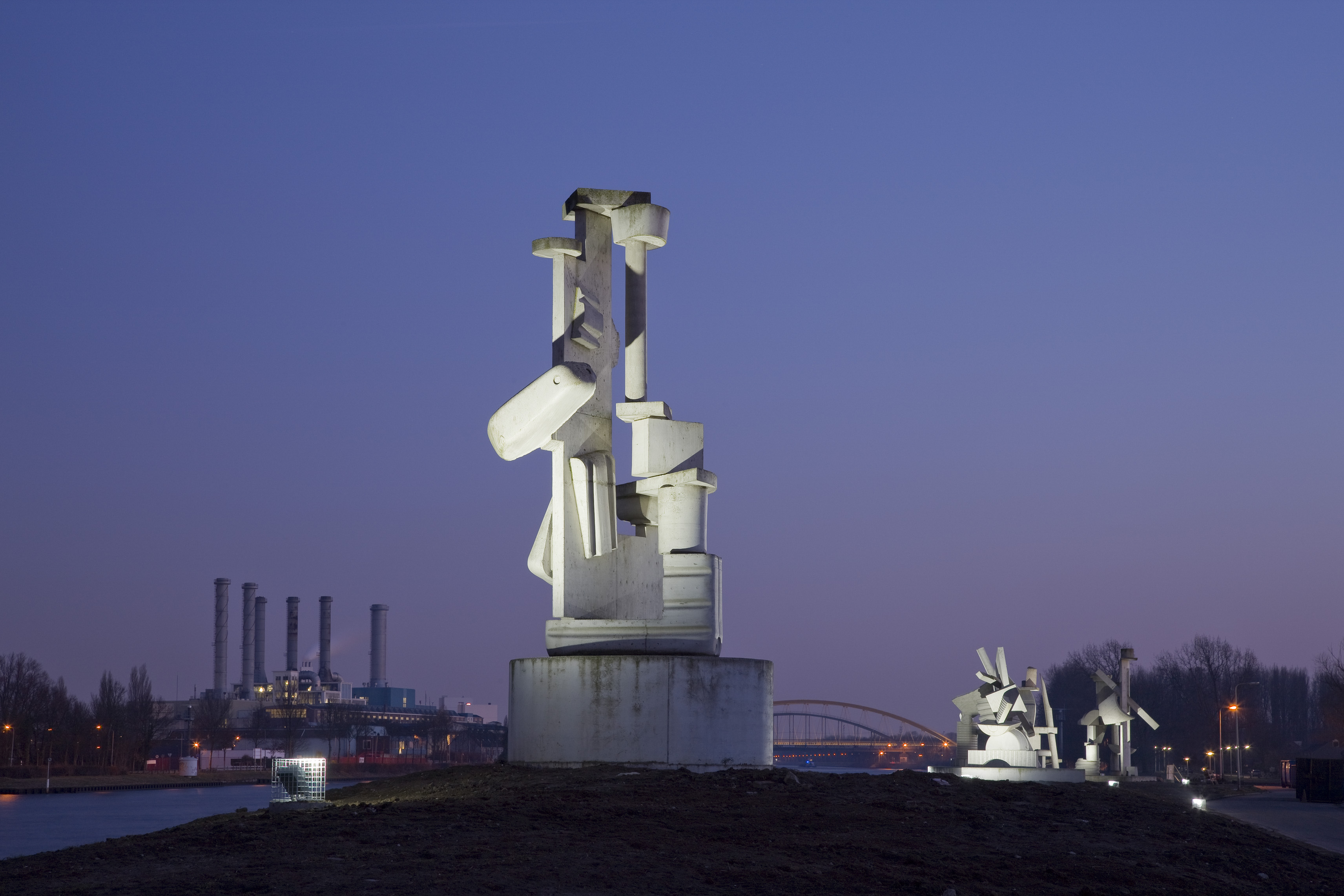
Waterwerken

## Kunstwerken
Tussen 2001 en 2012 is de beeldenreeks Waterwerken van de beeldhouwer Ruud Kuijer verrezen op Lage Weide. De reeks bestaat uit zeven grote betonnen kunstwerken die zijn geplaatst langs het Amsterdam-Rijnkanaal.